# Surinam na Letnich Igrzyskach Olimpijskich 2016
Surinam na Letnich Igrzyskach Olimpijskich 2016, które odbyły się w Rio de Janeiro, reprezentowało 5 zawodników - 4 mężczyzn i 2 kobiety.
Był to trzynasty start reprezentacji Surinamu na letnich igrzyskach olimpijskich.

## Reprezentanci

### Badminton
Mężczyźni
| Zawodnik   | Konkurencja    | Faza grupowa       | Faza grupowa        | Faza grupowa | Eliminacje       | Ćwierćfinał      | Półfinał         | Finał            | Finał   |
| Zawodnik   | Konkurencja    | Przeciwnik Wynik   | Przeciwnik Wynik    | Pozycja      | Przeciwnik Wynik | Przeciwnik Wynik | Przeciwnik Wynik | Przeciwnik Wynik | Pozycja |
| ---------- | -------------- | ------------------ | ------------------- | ------------ | ---------------- | ---------------- | ---------------- | ---------------- | ------- |
| Soren Opti | Gra pojedyncza | Lee P (2:21, 3:21) | Wong P (5:21, 6:21) | 3.           | NQ               | NQ               | NQ               | NQ               | NQ      |

### Judo
Mężczyźni
| Zawodnik       | Konkurencja | 1/32             | 1/16               | 1/8              | Ćwierćfinał      | Półfinał         | Repasaż          | Finał/BM | Finał/BM |
| Zawodnik       | Konkurencja | Przeciwnik Wynik | Przeciwnik Wynik   | Przeciwnik Wynik | Przeciwnik Wynik | Przeciwnik Wynik | Przeciwnik Wynik | Miejsce  |          |
| -------------- | ----------- | ---------------- | ------------------ | ---------------- | ---------------- | ---------------- | ---------------- | -------- | -------- |
| Yigal Kopinsky | - 66 kg     | BYE              | Zourdani P 000–100 | NQ               | NQ               | NQ               | NQ               | NQ       |          |

### Lekkoatletyka
Mężczyźni
| Zawodnik      | Konkurencja | Eliminacje | Eliminacje | Ćwierćfinał | Ćwierćfinał | Półfinał | Półfinał | Finał | Finał   |
| Zawodnik      | Konkurencja | Wynik      | Miejsce    | Wynik       | Miejsce     | Wynik    | Miejsce  | Wynik | Miejsce |
| ------------- | ----------- | ---------- | ---------- | ----------- | ----------- | -------- | -------- | ----- | ------- |
| Jurgen Themen | 100 m       | BYE        | BYE        | 10,47       | 8.          | NQ       | NQ       | NQ    | NQ      |

Kobiety
| Zawodniczka  | Konkurencja | Eliminacje | Eliminacje | Ćwierćfinał | Ćwierćfinał | Półfinał | Półfinał | Finał | Finał   |
| Zawodniczka  | Konkurencja | Wynik      | Miejsce    | Wynik       | Miejsce     | Wynik    | Miejsce  | Wynik | Miejsce |
| ------------ | ----------- | ---------- | ---------- | ----------- | ----------- | -------- | -------- | ----- | ------- |
| Sunayna Wahi | 100 m       | 12,09      | 1. Q       | 12,25       | 8.          | NQ       | NQ       | NQ    | NQ      |

### Pływanie
Mężczyźni
| Zawodnik         | Konkurencja   | Eliminacje | Eliminacje | Półfinał | Półfinał | Finał | Finał   |
| Zawodnik         | Konkurencja   | Czas       | Miejsce    | Czas     | Miejsce  | Czas  | Miejsce |
| ---------------- | ------------- | ---------- | ---------- | -------- | -------- | ----- | ------- |
| Renzo Tjon A Joe | 50 m dowolnym | 22,23 NR   | =21.       | NQ       | NQ       | NQ    | NQ      |

Kobiety
| Zawodniczka | Konkurencja      | Eliminacje | Eliminacje | Półfinał | Półfinał | Finał | Finał   |
| Zawodniczka | Konkurencja      | Czas       | Miejsce    | Czas     | Miejsce  | Czas  | Miejsce |
| ----------- | ---------------- | ---------- | ---------- | -------- | -------- | ----- | ------- |
| Evita Leter | 100 m klasycznym | 1:14,96    | 37.        | NQ       | NQ       | NQ    | NQ      |